# Adrián Uribe
Adrián García Uribe (Ciudad de México, 8 de septiembre de 1972), más conocido como Adrián Uribe, es un actor, presentador y comediante mexicano, reconocido por sus papeles del Vítor, Carmelo y Poncho Aurelio en La hora pico y por su papel de estelar como Ezequiel Hierro en la telenovela Alma de hierro.

## Carrera
Estudió en el Instituto Arte Escénico de Miguel Córcega donde terminó la carrera de Actuación.
Participó en diferentes obras teatrales en compañías de teatro independientes y como payasito en un restaurante del Estado de México, El Mesón del Caballo Bayo; también trabajó en fiestas privadas y telegramas musicales, etapa donde nace el primero de sus personajes "Poncho Aurelio". miembro de la Compañía Nacional de Teatro entre otras compañías profesionales de las cuales se desprenden sus actuaciones en puestas en escena como: “Taxi”, “Un Espíritu Travieso” y el musical “Peter Pan”, donde interpretó al Capitán Garfio.
Durante 11 años de su carrera teatral, haber trabajado en shows infantiles, centros nocturnos, le llegó la oportunidad en la pantalla chica con el programa Un Nuevo Día, conducido por César Costa y Rebecca de Alba. Más tarde en programas como El balcón de Verónica y Más Deporte en el que dio a conocer su personaje de Poncho Aurelio.
Salió en los programas Humor es... Los Comediantes, Hoy, Picardía mexicana y La Botana. Después se incorpora a Despertar América con el personaje de Tamalero Reportero. Formó parte del elenco base del programa de comedia La Hora Pico junto a Consuelo Duval, Miguel Galván y Lorena de la Garza.
En septiembre de 2003, ingresa a la telerrealidad Big Brother Vip 2 obteniendo el cuarto lugar, tras haber ganado su amigo, el comediante, actor y cantante Omar Chaparro. En agosto de 2005 participa en su segundo reality, Bailando por un sueño, en donde obtiene el segundo lugar.
A principios de 2006, conduce el programa de concursos de diversas familias ¡Buenas tardes!, a lado de Omar Chaparro que se integró después, saliendo del aire debido al Mundial de Alemania 2006.
Para 2007, participa en otra telerrealidad, Los 5 Magníficos, quedando con su equipo azul en quinto lugar.
En 2008, forma parte del elenco de la telenovela de Roberto Gómez Fernández, Alma de hierro, y desde 2009 hasta 2019, conduce el programa 100 mexicanos dijieron como su personaje de El Vítor, reemplazando a Marco Antonio Regil.
En 2012, participa junto a su amigo Omar Chaparro y el recordado primer actor Héctor Suárez en la película de comedia y acción mexicana Suave Patria.
En 2014, fue el presentador de la tercera edición del programa Bailando por un sueño. Sin embargo, abandonó el concurso después de siete semanas por compromisos con Televisa por el Mundial de Brasil 2014 y dejó su lugar a Latin Lover durante tres programas para después regresar a la final, luego de regresar de Brasil.
Ese mismo año, estelariza en la telenovela Mi corazón es tuyo, en el papel de Johnny. Protagonizada por Silvia Navarro y Jorge Salinas. 
Entre 2016 y 2018, con Omar Chaparro, hicieron una gira de humor por los Estados Unidos y México, llamado Imparables y actúa en la cómica serie Nosotros los guapos, con el también comediante Ariel Miramontes. También en 2018, participa en la cinta mexicoamericana Overboard, en dónde compartió roles con Eugenio Derbez, Jesús Ochoa y el propio Omar Chaparro. 
En 2019, luego de su delicado estado de salud, Adrián regresó a los escenarios, esta vez, haciendo otra gira de humor en compañía de su excompañera de La hora pico, Consuelo Duval, bajo el nombre de Enparejados. Ese mismo año, con ella se unieron al grupo de investigadores del reality musical de Televisa, ¿Quién es la máscara?. 
En 2020, obtiene su primer papel protagónico en la telenovela Como tú no hay dos, al lado de Claudia Martín. Al año siguiente, reemplazó a su amigo Omar Chaparro en la conducción de ¿Quién es la máscara? en su tercera temporada, mientras él se encontraba grabando una película y consolidando su faceta de cantante lanzando nuevas canciones. 
En 2023, Adrián condujo su late show para Televisa De noche... Pero sin sueño y realiza su tercera gira de humor acompañado del presentador y también comediante Adal Ramones, Chavorucos.
Actualmente, Adrián vuelve a dar vida al personaje "El Vitor" para el documental/serie "Al Chile" en la plataforma VIX estrenada el día 29 de marzo de 2025

## Personajes
- Agüita
- Antonio/Ricardo
- Juan
- El Vitor
- Serapio Treviño
- Tetoko "El Grande"
- Carmelo
- Poncho Aurelio
- Dr. Damesio John
- Melchor
- Gaspar
- Baltazar
- Chema Montes
- Tela Tocas
- Paulo
- Celostina
- Pico Ladonna
- Doña Lupita
- La Madre Hada
- Cerapio Arcodeón
- Comandante Pérez

## Filmografía

### Televisión
| Año       | Título                      | Personaje | Notas                          |
| --------- | --------------------------- | --- | ------------------------------ |
| 1999-2001 | Humor es... Los Comediantes | Poncho Aurelio | Comediante                     |
| 2000-2007 | La Hora Pico                | Él mismo. Varios personajes, entre ellos: Vitor, Carmelo, la Celostina, La Madre Ada, Poncho Aurelio, Judicial, Dr. Damessio John. | Comediante                     |
| 2002      | Cómplices al rescate        | Diseñador | Participación especial.        |
| 2003      | La Parodia                  | La Madre Ada | Participación especial.        |
| 2005      | Vecinos                     | Hermano de La Luz Interior | Invitado especial.             |
| 2006      | ¡Buenas tardes!             | Él mismo | Conductor.                     |
| 2008-2009 | Alma de hierro              | Ezequiel Hierro | Papel estelar.                 |
| 2009-2019 | 100 Mexicanos Dijieron      | El Vitor | Conductor.                     |
| 2009      | Hermanos y Detectives       | Gustavo Mancilla | Papel estelar.                 |
| 2010      | Los héroes del norte        | "El Junior" | Invitado especial              |
| 2012      | Por ella soy Eva            | Isidro "Chilo" Chávez | Participación especial.        |
| 2013-     | Todo incluido               | El dueño, Carmelo, Vitor, Serapio.                                                                                                 | Protagonista, estelar.         |
| 2013      | STANDparados                | Él mismo | Para Distrito Comedia          |
| 2014-2015 | Mi corazón es tuyo          | Juan "Johnny" Gutiérrez | Estelar                        |
| 2016-2020 | Nosotros los guapos         | El Vítor | Protagonista                   |
| 2019-2022 | ¿Quién es la máscara?       | Él mismo | Juez / conductor / Concursante |
| 2020      | Como tú no hay dos          | Antonio / Ricardo | Protagonista                   |
| 2022      | Pena ajena                  | Jesús | Protagonista                   |
| 2022-2024 | De noche pero sin sueño     | Él mismo | Conductor                      |
| 2022      | Tal para cual               | El Vitor | Invitado                       |
| 2024      | Casados con hijos           | Alfonso ‘Poncho’ Olivares | Protagonista                   |

### Cine
| Año  | Título                                  | Personaje                    | Notas                                             |
| ---- | --------------------------------------- | ---------------------------- | ------------------------------------------------- |
| 2003 | Brother Bear                            | Tuke                         | Doblaje para México.                              |
| 2004 | Garfield: la película                   | Garfield                     | Doblaje para México.                              |
| 2006 | Garfield 2                              | Garfield                     | Doblaje para México.                              |
| 2008 | Mejor que la vida                       |                              | Corto                                             |
| 2009 | Cabeza de buda                          | Enrico                       |                                                   |
| 2012 | Suave patria                            | Arturo Ordoñes               |                                                   |
| 2014 | Las aventuras de Peabody y Sherman      | Peabody                      | Doblaje para México.                              |
| 2016 | Angry Birds: La película                | Red                          | Doblaje para México.                              |
| 2016 | Compadres                               |                              | Pequeño papel                                     |
| 2017 | Tadeo Jones 2: El secreto del rey Midas | Momia                        | Doblaje para México                               |
| 2018 | Hombre al agua                          | Burrito                      | Pequeño papel y Doblaje para México (Autodoblaje) |
| 2018 | Tuya, mía… te la apuesto                | Mariano                      | Protagonista                                      |
| 2023 | Infelices para siempre                  | Alfredo García               | Protagonista                                      |
| 2024 | El candidato honesto                    | Tonatiuh "Tona" Pérez Prieto | Protagonista                                      |

## Premios y nominaciones

### Premios TVyNovelas
| Año  | Categoría                           | Persona                      | Resultado |
| ---- | ----------------------------------- | ---------------------------- | --------- |
| 2007 | Mejor estrella masculina de comedia | Adrián Uribe                 | Ganador   |
| 2003 | Mejor pareja de comediantes         | Adrián Uribe & Miguel Galván | Ganadores |
| 2002 | Mejor pareja de comediantes         | Adrián Uribe & Miguel Galván | Ganadores |

### Asociación de Críticos y Periodistas del Teatro
- En el año 2003, fue premiado por la Asociación de Críticos y Periodistas del Teatro (ACPT) como el actor de comedia del año, por su participación en la obra Un espíritu travieso.[14]

### Kids Choice Awards México
| Año  | Categoría          | Resultado |
| ---- | ------------------ | --------- |
| 2011 | Conductor favorito | Ganador   |
| 2017 | Actor favorito     | Ganador   |

### Produ Awards
| Año  | Categoría                                | Programa                | Resultado |
| ---- | ---------------------------------------- | ----------------------- | --------- |
| 2023 | Mejor presentador de programa variedades | De noche pero sin sueño | Ganador   |